# Campeonato Mundial de Rugby M19 División C de 1995
El Campeonato Mundial de Rugby M19 División C de 1995 fue la segunda edición del torneo en categoría M19.

## Posiciones

### Grupo A
| Pos. | Equipo     | Encuentros | Encuentros | Encuentros | Encuentros | Tantos  | Tantos    | Tantos     | Puntos Totales |
| Pos. | Equipo     | jugados    | ganados    | empatados  | perdidos   | a favor | en contra | diferencia | Puntos Totales |
| ---- | ---------- | ---------- | ---------- | ---------- | ---------- | ------- | --------- | ---------- | -------------- |
| 1    | Yugoslavia | 2          | 2          | 0          | 0          | 22      | 15        | +7         | 6              |
| 2    | Bulgaria   | 2          | 1          | 0          | 1          | 38      | 18        | +20        | 4              |
| 3    | Brasil     | 2          | 0          | 0          | 2          | 18      | 45        | -27        | 2              |

#### Resultados
| 11 de abril | Yugoslavia | 12 - 10 | Brasil |  |  |

| 12 de abril | Bulgaria | 33 - 8 | Brasil |  |  |

| 13 de abril | Yugoslavia | 10 - 5 | Bulgaria |  |  |

### Grupo B
| Pos. | Equipo   | Encuentros | Encuentros | Encuentros | Encuentros | Tantos  | Tantos    | Tantos     | Puntos Totales |
| Pos. | Equipo   | jugados    | ganados    | empatados  | perdidos   | a favor | en contra | diferencia | Puntos Totales |
| ---- | -------- | ---------- | ---------- | ---------- | ---------- | ------- | --------- | ---------- | -------------- |
| 1    | Georgia  | 2          | 1          | 0          | 1          | 25      | 26        | -1         | 4              |
| 2    | Bucarest | 2          | 2          | 0          | 0          | 52      | 8         | +44        | 6              |
| 3    | Andorra  | 2          | 0          | 0          | 2          | 10      | 53        | -43        | 2              |

#### Resultados
| 11 de abril | Bucarest | 16 - 8 | Georgia |  |  |

| 12 de abril | Bucarest | 36 - 0 | Andorra |  |  |

| 13 de abril | Georgia | 17 - 10 | Andorra |  |  |

## Fase Final

### Quinto puesto
| 15 de abril | Brasil | 14 - 0 | Andorra |  |  |

### Tercer puesto
| 15 de abril | Bucarest | 65 - 0 | Bulgaria |  |  |

### Final
| 15 de abril | Georgia | 38 - 0 | Yugoslavia |  |  |

| Bandera de Georgia |
| Campeón Georgia    |
| Primer título      |